# Capucijnenhof
De Capucijnenhof is een voormalig klooster, thans appartementencomplex, gelegen aan de Capucijnengang in de Nederlandse stad Maastricht. Het complex bestaat uit een sterk verbouwde neoclassicistische kapel te midden van 19e-eeuwse kloostervleugels. De kapel en een van de kloostervleugels zijn gemeentelijke monumenten.

## Geschiedenis
De Capucijnenhof bevindt zich op het terrein van het voormalige Capucijnenklooster, dat in 1796 werd opgeheven. In 1840 vestigden zich hier de Broeders van de Onbevlekte Ontvangenis van Maria ("Broeders van Maastricht"), die in de stad diverse onderwijsinstellingen voor minvermogenden leidden. In 1885 werd door hen een neoclassicistische kapel opgericht. In 1896 werd het nieuwe moederhuis van de congregatie, de nieuwe Beyart, opgeleverd, maar de Capucijnenhof bleef nog in gebruik voor onderwijsdoeleinden.
Vanaf 1911 vestigden zich de zusters Franciscanessen-missionarissen van Maria ("grijze zusters") in het complex. Deze in 1877 in India gestichte missiecongregatie had sinds 1907 een vestiging in een huis aan de Grote Gracht nr. 12 in Maastricht. Naast de aanbidding van het Allerheiligste, het bidden voor de katholieke missie en het vervaardigen van kerkelijke paramenten, hielden de zusters zich bezig met de opvoeding van en het onderwijs aan jonge meisjes (o.a. in Huize Bethlehem in Limmel).
In 1968 vertrokken de zusters naar een nieuw klooster in Drenthe. In de kapel van de Capucijnenhof was van 1969-'79 de jongerensociëteit Kombi gevestigd. In een bovenzaaltje van de kapel ging in 1976 Stichting Filmhuis Maastricht van start, dat later uitgroeide tot Lumière Cinema. Na de opheffing van het Derde Minderbroedersklooster vormden de overgebleven paters franciscanen van 1971-'91 een communauteit en bejaardenhuis in de kloostervleugels.
Het complex werd verkocht aan een beleggingsmaatschappij, die het van vanaf 1992 liet verbouwen. In de kapel en kloostervleugels werden woningen gerealiseerd. Voor de geslaagde herbestemming ontvingen de architecten Wim van den Bergh en Ger Widdershoven de Victor de Stuersprijs 1999. Aan de oostzijde van de binnenhof verrezen een drietal geschakelde nieuwbouwwoningen naar ontwerp van Van den Bergh.

## Gebouwen

### Kapel
De halfvrijstaande kapel uit 1885 is een gemeentelijk monument. De gepleisterde en witgeschilderde voorgevel in neobarokke stijl is geleed met vier gestucte pilasters, waarvan de twee middelste een fronton dragen. Centraal in deze gevel bevindt zich de entree met een geprofileerde omlijsting met voluutvormen. In de gevel bevinden zich drie nissen, waarin heiligenbeelden zijn geplaatst. Bij de verbouwing van 1994 is de voorgevel grotendeels ontzien, maar de zijgevels zijn sterk gewijzigd met moderne raampartijen.

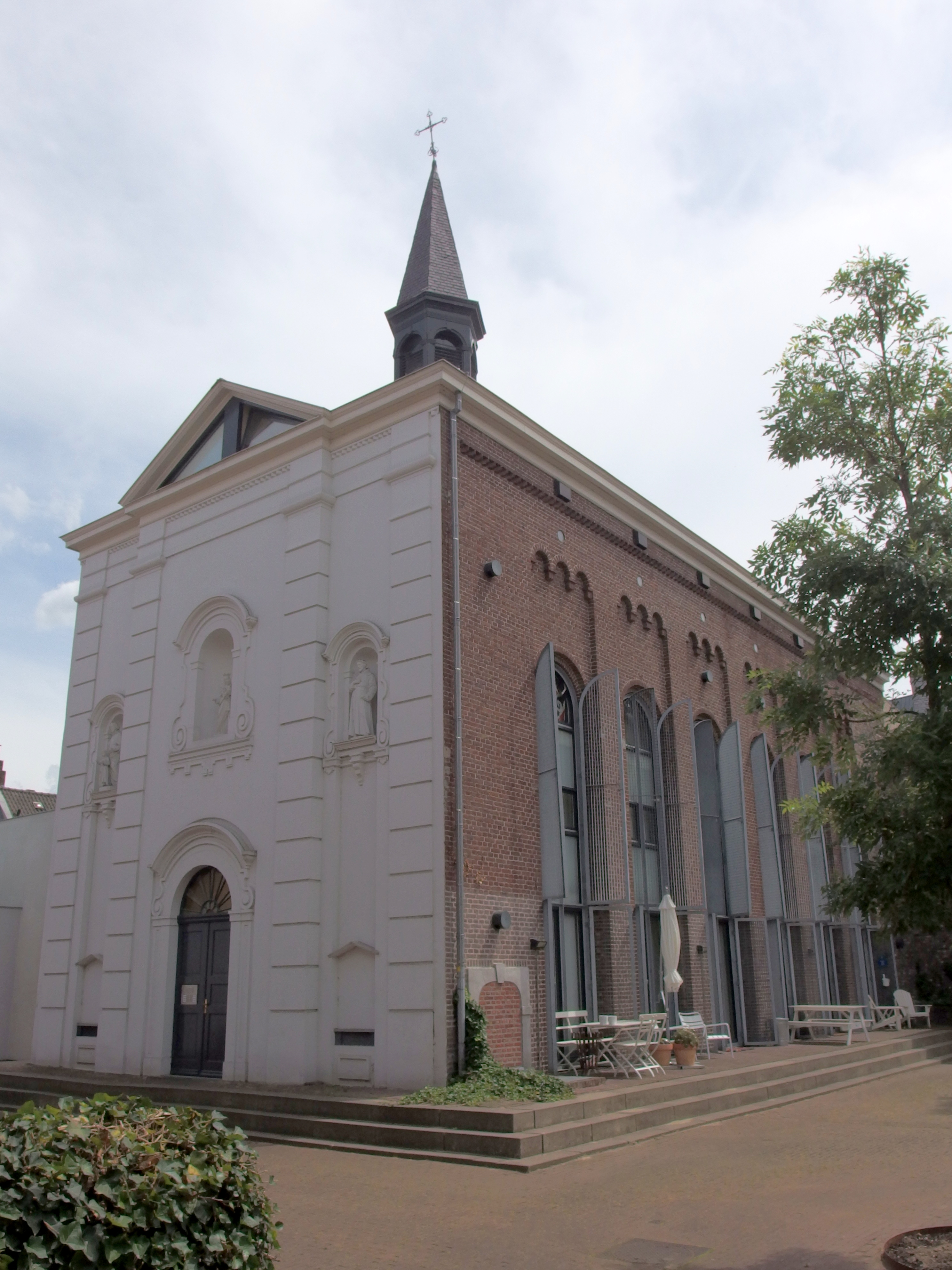
Overzicht kapel
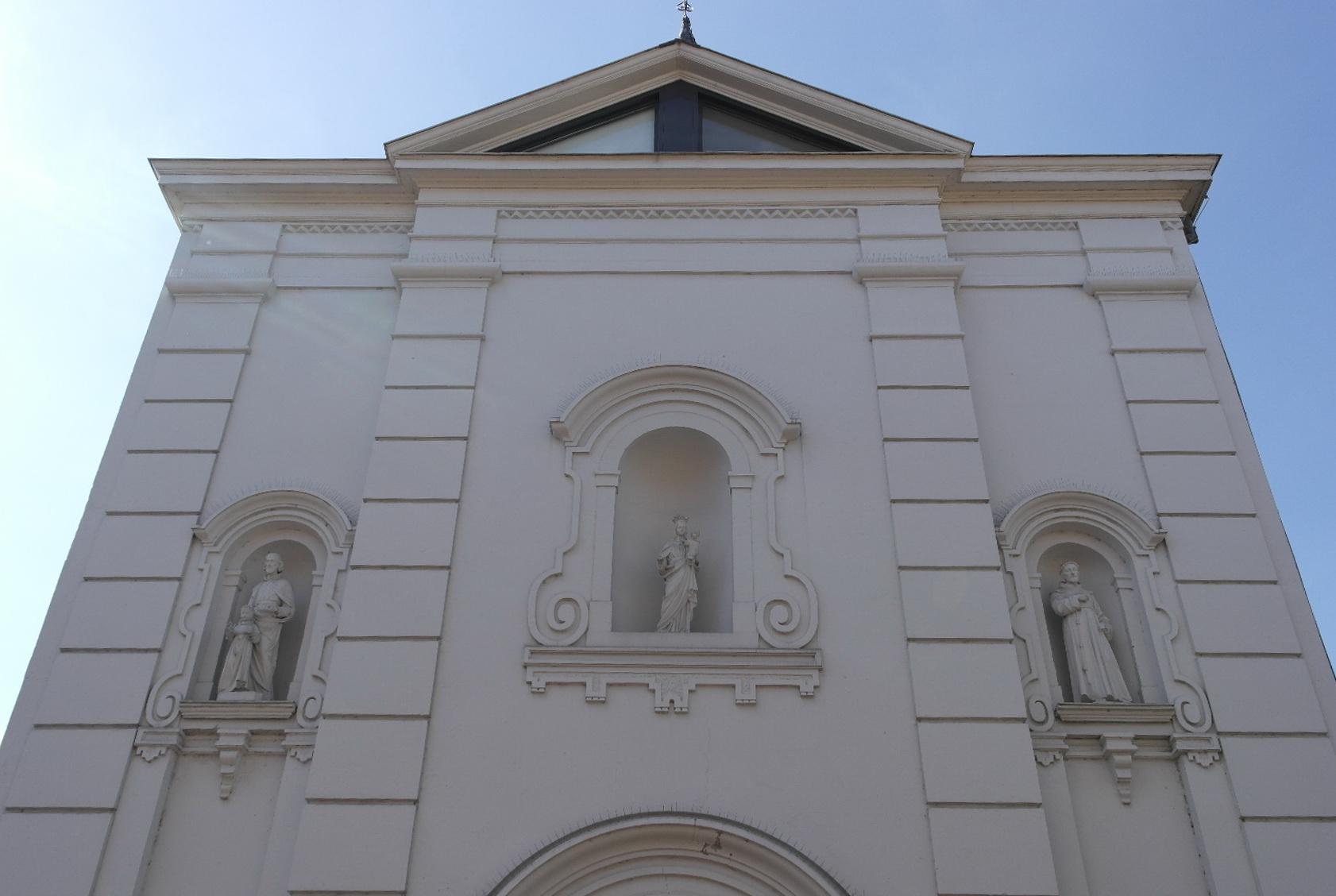
Detail voorgevel
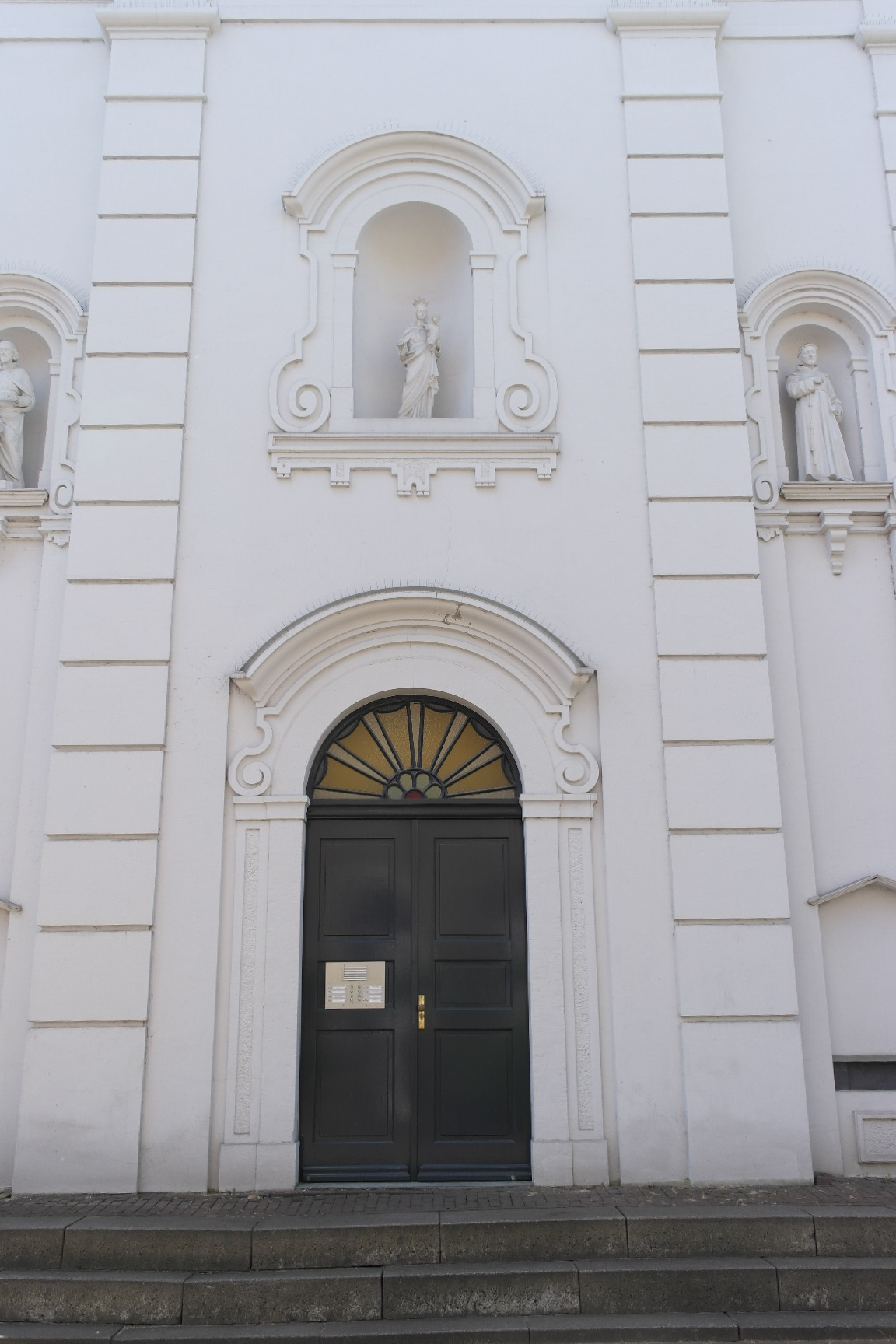
Entree
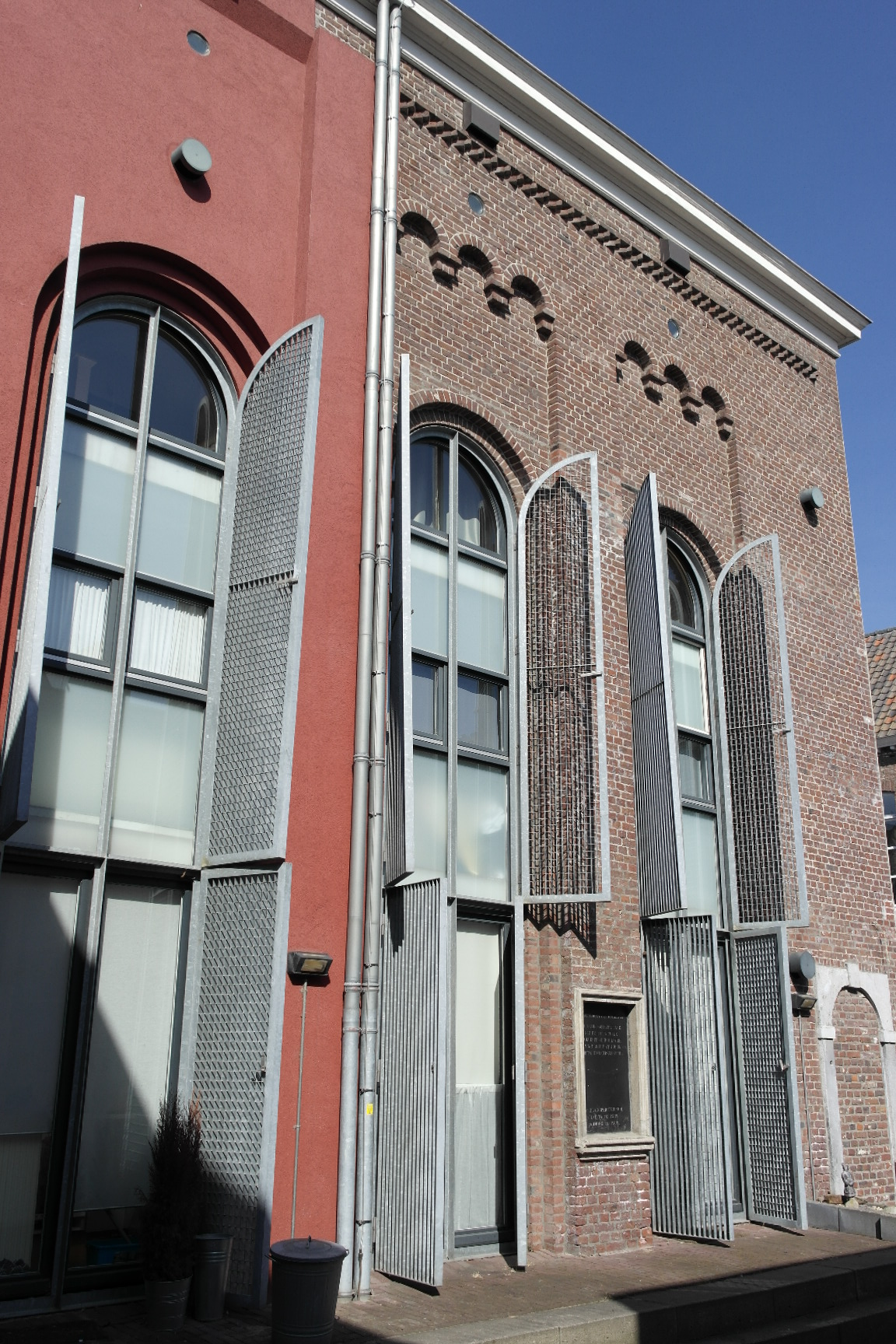
Verbouwde zijgevel

### Kloostervleugels
De voormalige zuidelijke kloostervleugel Capucijnengang 23-25 is eveneens een gemeentelijk monument. Deze bestaat uit enkele oudere panden die in de tweede helft van de negentiende eeuw zijn verbouwd tot klooster. De voorgevel is een eenvoudige bakstenen gevel, die geheel symmetrisch is. In het midden bevindt zich de entree met een geprofileerde, hardstenen deuromlijsting. De drie middelste traveeën worden bekroond met een fronton.

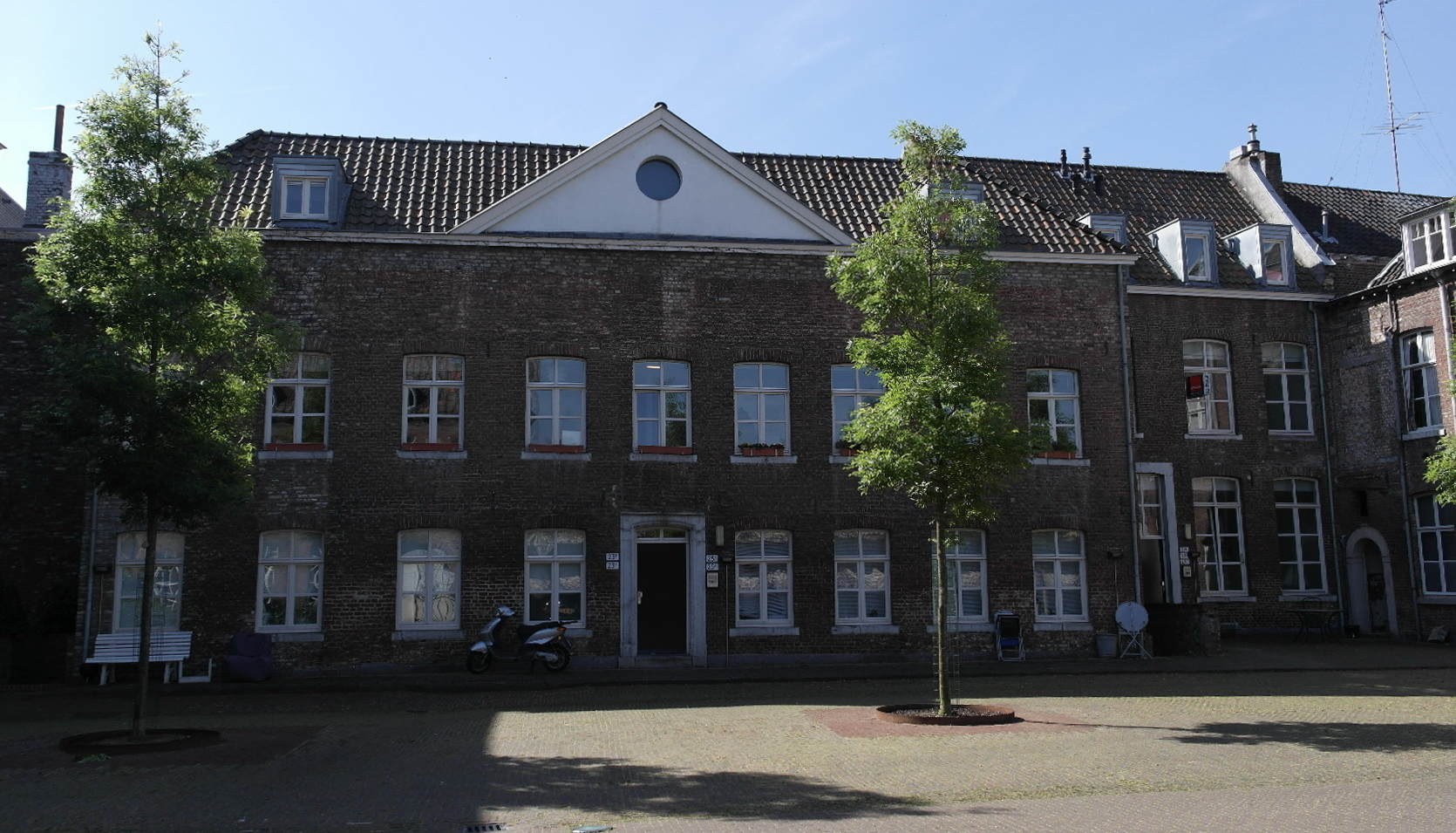
Zuidvleugel
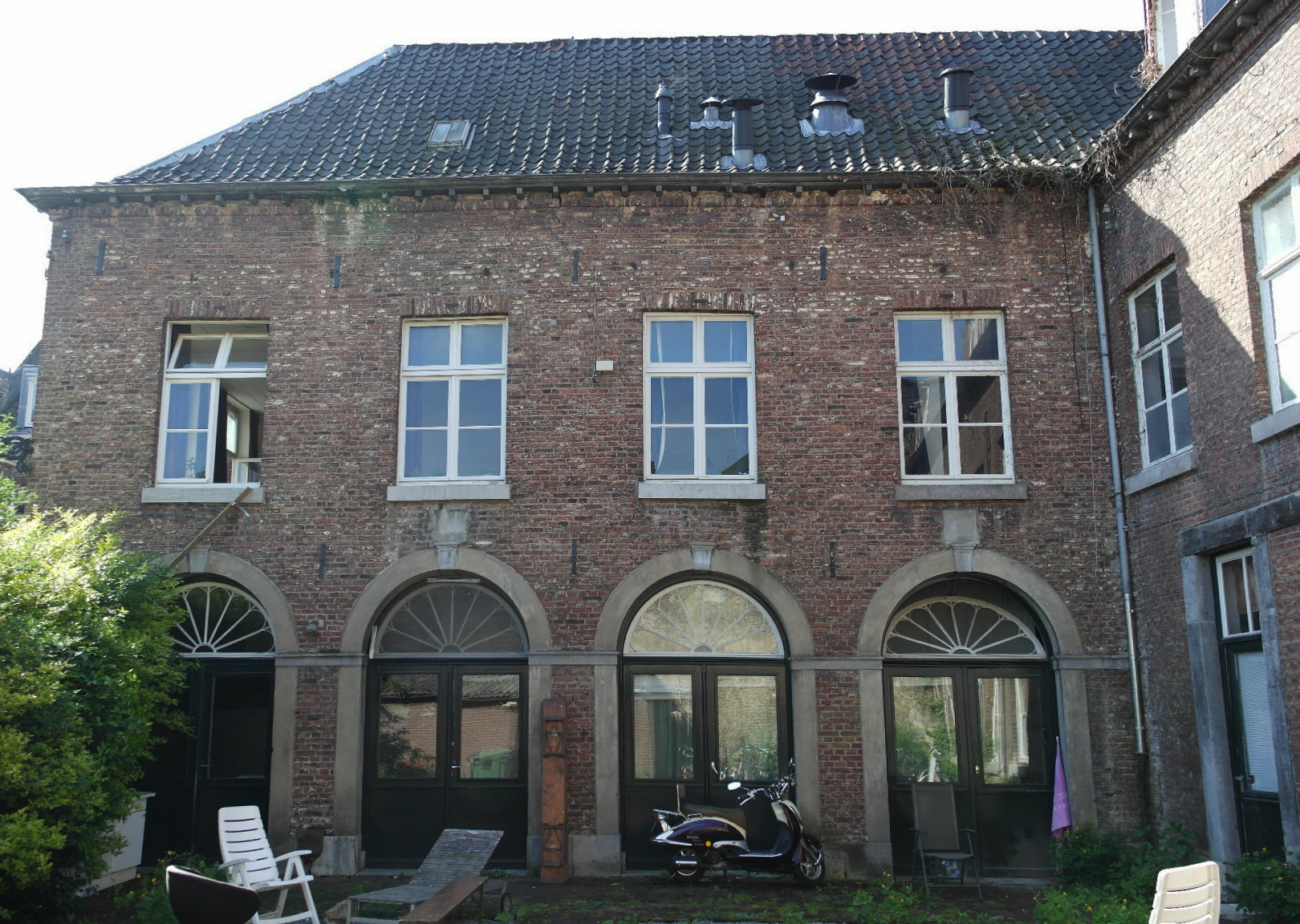
Westvleugel
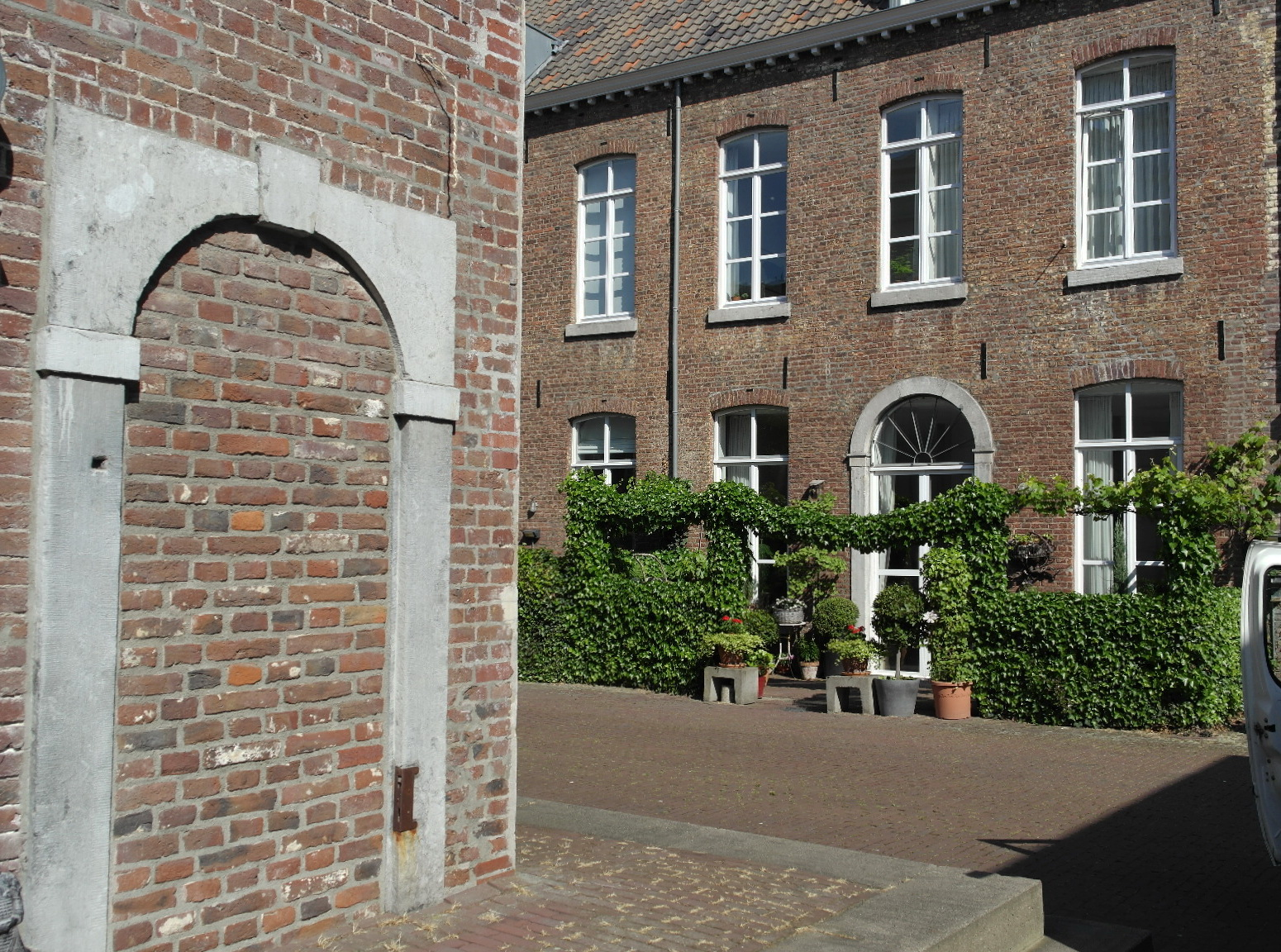
Deel noordvleugel
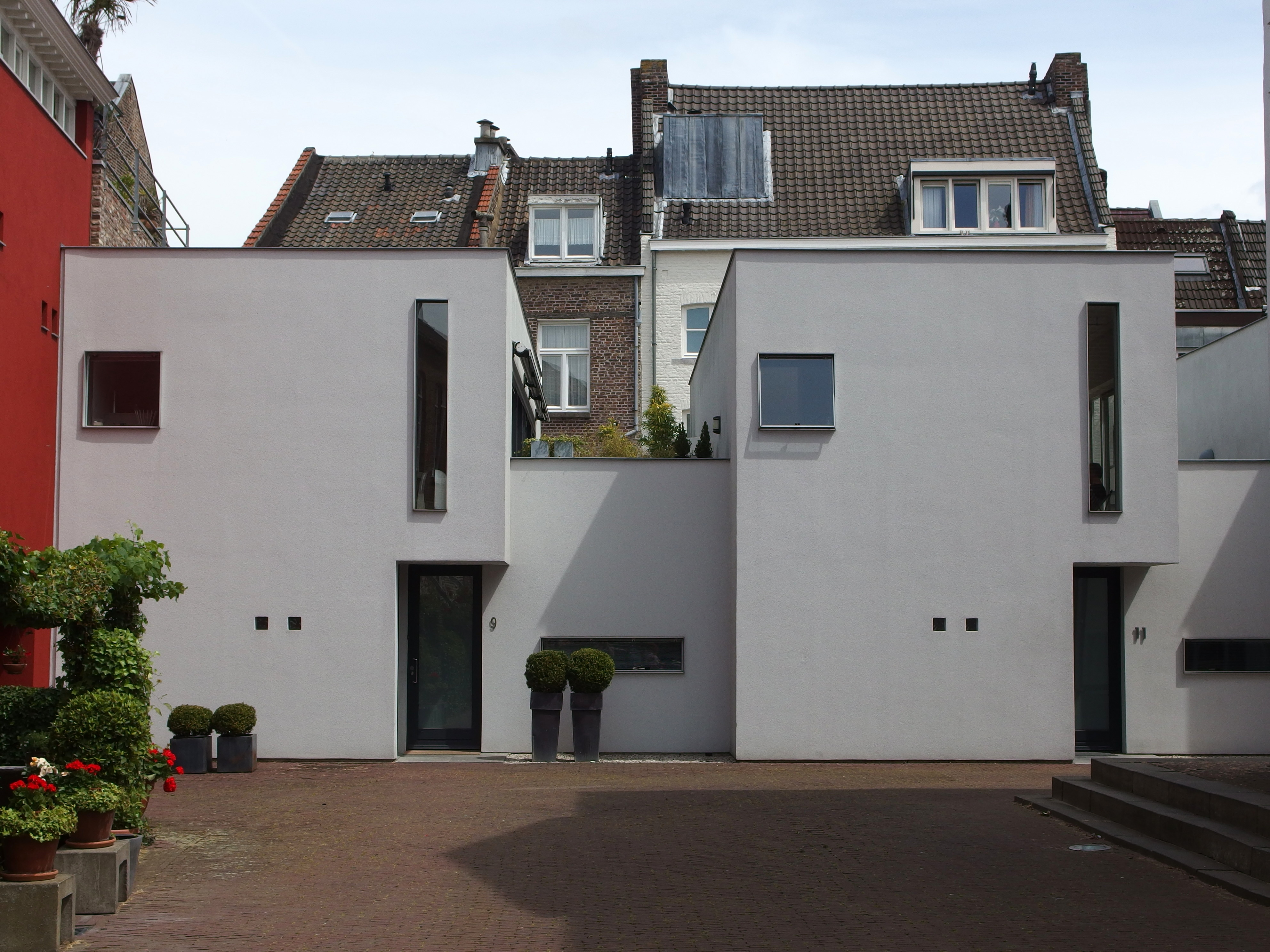
Nieuwbouw (oostvleugel)